# Сола (Освенцим)
Спортивний клуб «Сола» Освенцим (пол. Klub Sportowy Soła Oświęcim) — польський футбольний клуб з Освенцима, заснований у 1919 році. Виступає у Третій лізі. Домашні матчі приймає на Міському стадіоні, місткістю 1 000 глядачів.